# قلعه اوداکا

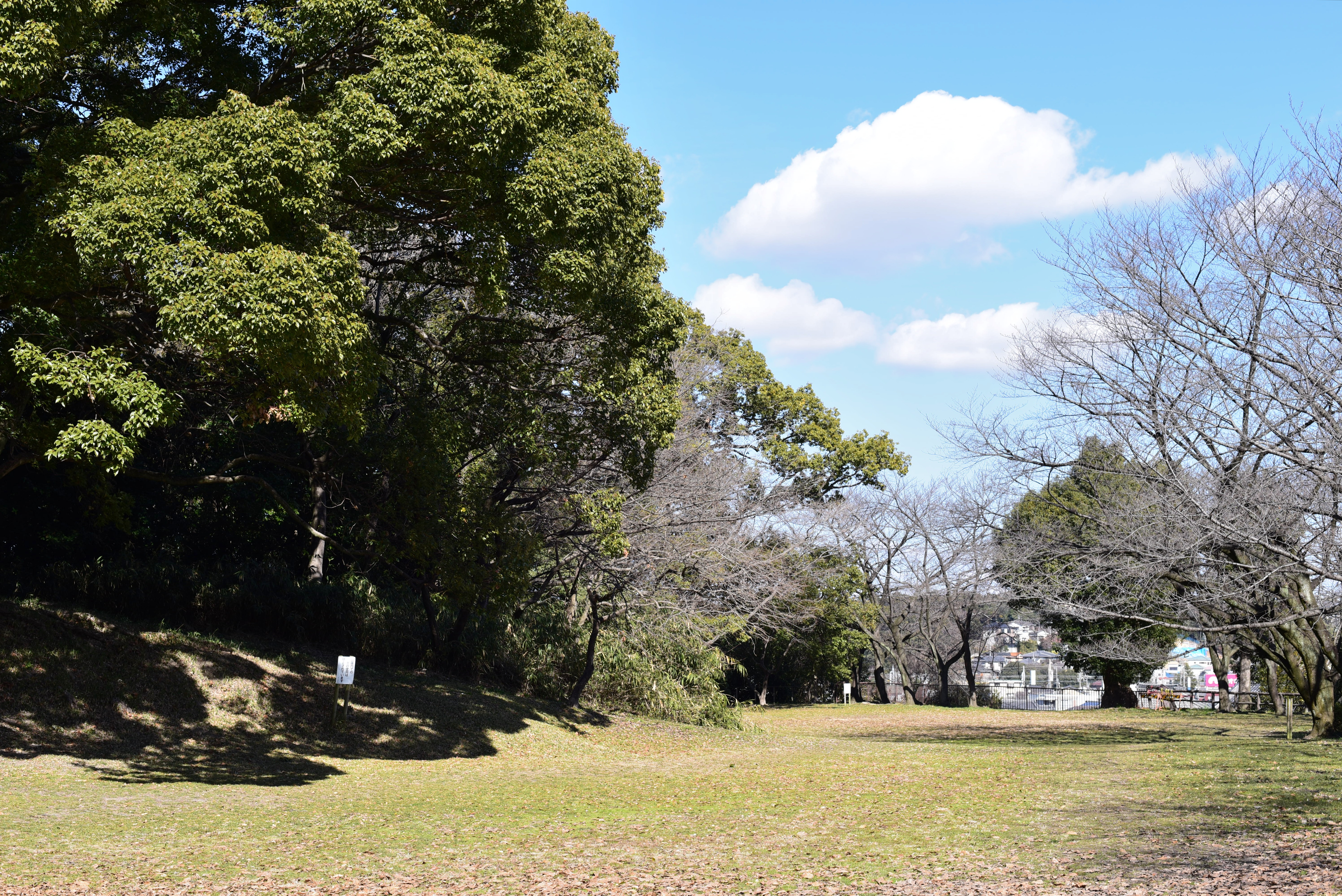
محلی که قلعه در آن واقع شده بود.

قلعه اوداکا (به ژاپنی: 大高城) یک قلعه ژاپنی بود که در ناگویا در ناحیه ای که امروزه بخش میدوری-کو، ناگویا نامیده می‌شود واقع شده بود این قلعه به علت اینکه در زمان نبرد اوکه‌هازاما، توکوگاوا ایه‌یاسو، که در آن زمان زیردست و ملازم خاندان ایماگاوا بود توانسته بود به عنوان یک مأموریت به سربازان مستقر در این قلعه آزوقه برساند شهرت دارد.